# Robert Muhiirwa
Robert Muhiirwa (* 23. Oktober 1958 in Ibonde, Distrikt Kabarole) ist ein ugandischer Priester und Bischof von Fort Portal.

## Leben
Papst Johannes Paul II. weihte ihn am 11. August 1985 zum Priester und ernannte ihn am 18. März 2003 zum Bischof von Fort Portal.
Der Erzbischof von Kampala, Emmanuel Kardinal Wamala, spendete ihm am 15. Juni desselben Jahres die Bischofsweihe; Mitkonsekratoren waren Deogratias Muganwa Byabazaire, Bischof von Hoima, und Paul Lokiru Kalanda, Altbischof von Fort Portal. 